# La benepunctalis
La benepunctalis är en fjärilsart som beskrevs av George Francis Hampson 1919. La benepunctalis ingår i släktet La och familjen Crambidae. Inga underarter finns listade i Catalogue of Life.